# غايوس ماريوس (سياسي)
غايوس ماريوس (و. القرن 1 ق.م – أبريل 44 ق.م م) هو سياسي، وطبيب من روما القديمة، ولد في روما.